# Roland MC-303

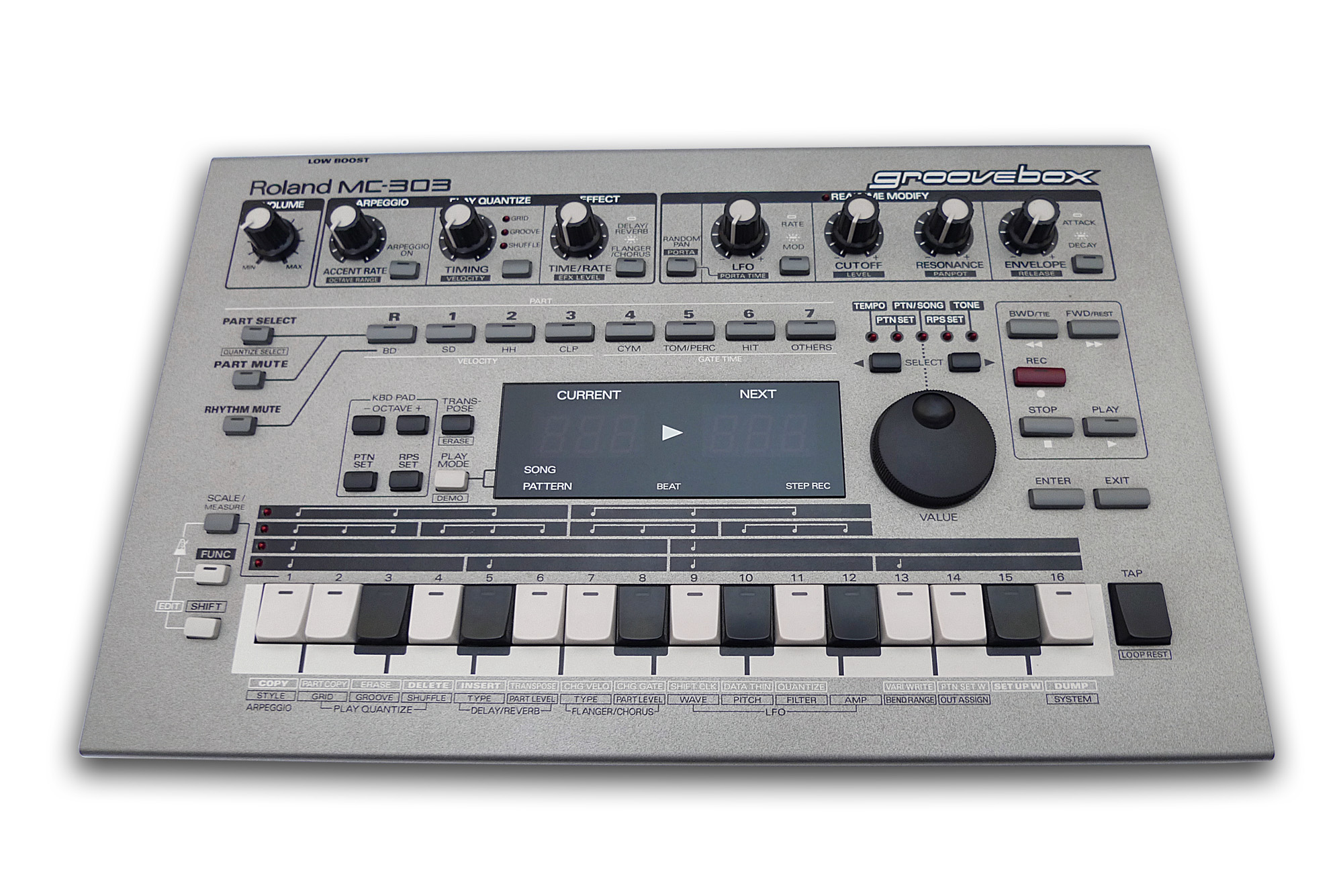
Грувбокс Roland MC-303

Roland MC-303 — є першим із серії музичних інструментів, відомих як грувбокс. Він поєднує в собі простий звуковий модуль із секвенсором для запису та зберігання нотних записів, а також елементи керування, які заохочують музиканта імпровізувати музику під час її відтворення. Попри номер у назві та увагу, яку він привернув під час запуску, MC-303 має більше спільного з іншими синтезаторами з префіксом MC (такими як Roland MC-202), які містять вбудовані секвенсори, ніж з синтезаторами. знаменитий Roland TB-303. Як перший Groovebox, MC-303 був першим у лінійці недорогих продуктів, спеціально орієнтованих на домашніх ді-джеїв і домашніх музикантів-аматорів, а не на професійних продюсерів. Його замінив Roland MC-505. Це попередник Roland JX-305, Roland D2, Roland MC-307, Roland EG-101, Roland MC-09, Roland MC-909, Roland MC-808 і останнім часом Roland MC-707 у 2019 році. разом зі своїм більш портативним братом Roland MC-101.

## Особливості
Основні характеристики MC-303:
- Звуковий генератор з 28 нотами — голосова поліфонія на основі структурної моделі синтезатора Roland JV-80
- 8-трековий секвенсор, що містить кілька функцій квантування: Grid, Shuffle і Groove. (7 звукових інструментів і 1 ударна установка)
- 16-голосний багатотембр
- 448 попередньо встановлених звуків і 12 наборів ударних (включаючи Roland CR-78, TR-808, TR-606 і TR-909, електро, техно, джангл, хаус, драм і бас, брейкбіт), 40 синтезаторних басів (TB-303, тощо), 35 синтезаторних проводів, 33 синтезаторні педи
- Резонансний фільтр, LFO, контроль огинаючої та вбудовані ефекти: затримка, реверберація, фленджер і хорус
- Секвенсор фраз у реальному часі (RPS) для миттєвого виклику музичних фраз
- Функція Low Boost Knob (задня панель, тільки на Roland MC-303): дозволяє вам набрати стільки низьких частот, скільки потрібно для створення потужних ударних або басових звуків TR-808, щоб кожен міг «відчути» грув.
- 300 вбудованих моделей варіацій танцювальної музики, таких як барабанний і басовий ритм
- Довжина запису до 32 тактів на патерн
- Миттєве зберігання до 50 шаблонів користувача, 300 варіацій шаблонів і 10 пісень
- Місце для зберігання приблизно до 14 000 купюр
- Вхідні та вихідні підключення MIDI (але без MIDI thru)

## Синтезатор/звуковий модуль
Синтезатор, вбудований у Roland MC-303, — це ромплер, який містить звуки, в основному взяті з класичних синтезаторів і драм-машин Roland, таких як TB-303, TR-808 і TR-909,⁣а також серії Juno та різноманітних інших танцювальних тем, таких як педи, піаніно, струнні та вінілові подряпини. Звуками можна керувати за допомогою фільтра низьких частот, різних можливостей модуляції та деяких простих ефектів DSP. Він не має семплера, хоча в інструкції міститься вказівка щодо керування зовнішнім семплером.

## Секвенсор
Найважливішою частиною MC-303 є вбудований 8-трековий секвенсор на основі шаблонів. Кожен візерунок може містити до 32 смуг. Він може записувати та надсилати MIDI дані через роз’єми MIDI на задній панелі, дозволяючи його внутрішньому секвенсору керувати іншими звуковими модулями або його внутрішнім звуковим модулем керувати зовнішнім секвенсором. Хоча зв’язок з іншими пристроями можливий, головною перевагою MC-303 з його малим форм-фактором і дизайном «все-в-одному» є можливість використовувати його як самостійну студію, хоча й аматорську. Завдяки мікроклавіатурі, яку також можна використовувати як барабанний секвенсор, MC-303 імітує управління, а також зовнішній вигляд інших відомих синтезаторів і драм-машин Roland, таких як MC-202, TB-303, TR- 808 і TR-909.

## Вартість
На початок випуску 1996 року, ватість Roland MC-303 була £565 UK, $699 US.

## Подальше читання
- Roland MC-303. Future Music. № 43. Future Publishing. May 1996. с. 24. ISSN 0967-0378. OCLC 1032779031.